# Saint John of Las Vegas
Saint John of Las Vegas es una película cómica-dramática de 2010, la primera del director Hue Rhodes, protagonizada por Steve Buscemi, Romany Malco y Sarah Silverman. 
La historia, escrita por Rhodes, está inspirada en el Infierno de Dante Alighieri. Se centra en un exjugador que inicia un viaje junto a su nuevo compañero hacia Las Vegas, en el trayecto conocerán una serie de extraños personajes, incluyendo una antorcha humana y una estríper parapléjica. 
La película fue estrenada en varios festivales de cine y tuvo un lanzamiento limitado en los cines el 29 de enero de 2010.

## Sinopsis
John Aligheiri (Steve Buscemi) es un jugador compulsivo que intenta curar su adicción trasladándose desde Las Vegas a Albuquerque para trabajar en una compañía de seguros para coches a cargo del Sr. Townsend (Peter Dinklage), quien lo pone atrabajar junto uno de los mejores empleado de la compañía, Virgil (Romany Malco). Mientras John espera conseguir un ascenso y acercarse románticamente a una excéntrica compañera de trabajo (Sarah Silverman), sus antiguas tentaciones aparecen nuevamente cuando es enviado a investigar un dudoso accidente automovilístico a poca distancia de "la ciudad del pecado". Durante el viaje, Virigl y John se encuentran con una serie de personajes extraños, incluyendo a Ned, un militante nudista (Tim Blake Nelson), Tasty D Lite (Emmanuelle Chriqui), una estríper en silla de ruedas y una antorcha humana (John Cho). Mientras que Virgil es quien tiene experiencia, de a poco John comienza a tener confianza en sí mismo. A medida que su confianza crece, John se da cuenta de que el hecho de estar huyendo de su problema con el juego no es la solución, y que la única manera de seguir adelante es regresar a Las Vegas para enfrentar a sus demonios.

## Reparto
- Steve Buscemi - John Aligheiri
- Romany Malco - Virgil
- Sarah Silverman - Jill
- Peter Dinklage - Mr. Townsend, el jefe de John
- Tim Blake Nelson - Ned
- Danny Trejo - Bismarck
- Jesse Garcia - Ranger del parque
- John Cho - Smitty, una antorcha humana
- Emmanuelle Chriqui - Tasty D Lite
- Aviva - Pennie
- Matthew McDuffie - Lucypher

## Comentarios
"Habiendo dirigido yo mismo, tengo simpatía por los directores novatos", dijo Steve Buscemi. "Me gusta ver la emoción en sus ojos, la sensación de descubrir algo por lo que han esperado un largo tiempo. Trato de ser acomodadizo como actor".
El director, Hue Rhodes, comentó: "Cuando finalmente conocí a Steve, la primera cosa sobre el personaje que me dijo fue: '¿sabes lo que me gusta de este tipo? Hace las cosas'. Steve fue capaz de todo. Teníamos escenas para rodar en el desierto. Llovió toda la noche, nos estabamos congelando, pero él trabajó muy duro. La película se debería haber llamado Saint Steve of Las Vegas".
La película estuvo inspirada en un viaje a Las Vegas. "Fui a Las Vegas e invierno para una fiesta de graduación", comentó el director. "El casino estaba muy lejos de la carretera. Desde lejos, la carretera parecía muy fría, lo contrario al caluroso y sofocante estereotipo de Las Vegas. Me hizo acordar a la llegada de Dante al fondo del Infierno, cuando lo encuentra frío y congelado".

## Recibimiento
Recaudó 21 666 dólares en su fin de semana de estreno.
La película recibió mayoría de críticas negativas, con un 17 % de críticas positivas según Rotten Tomatoes, seis positivas y treinta negativas. Chris Nashaway de Entertainment Weekly describió la película como "terriblemente horrible" y "una pesada road movie que no va a ninguna parte".